# Leiterberg
Der Leiterberg ist ein 507 Meter hoher Berg im Pfälzerwald 1,5 km nordöstlich vom Stüterhof, einem Ortsteil von Waldleiningen. Er befindet sich komplett auf der Gemarkung von Waldleiningen und liegt im Landkreis Kaiserslautern in Rheinland-Pfalz. Auf seinem Gipfel befindet sich die sogenannte Leiterberger Platte mit einem Feuchtbiotop, das vom Grundwasser gespeist wird.

## Geographie

### Geographische Lage
Der Leiterberg liegt im Mittleren Pfälzerwald etwa 3 Kilometer südwestlich von Waldleiningen am Nordrand des Hohen Pfälzerwaldes bzw. der Frankenweide, einem Hochplateau, das mit dem Weißenberg (610 m ü. NHN), Hortenkopf (606 m über NN), Mosisberg (610 m ü. NHN) und dem Eschkopf (609 m ü. NHN) die vier höchsten Erhebungen des inneren Pfälzerwaldes trägt. Er befindet sich auf einem langgestreckten Höhenzug, der etwa 2 km nordöstlich des Riesenberges (514 m ü. NHN) von der pfälzischen Hauptwasserscheide abzweigt, sich bis Lambrecht erstreckt und dabei die Entwässerungssysteme von Speyer- und Hochspeyerbach trennt.

### Geomorphologie
Legt man die Typologie von Bergformen des Pfälzerwaldes nach Geiger zugrunde, so handelt es sich beim Leiterberg um einen wenig prägnanten Rückenberg, der in das umfassende System langgestreckter Höhenzüge des inneren Pfälzerwaldes eingebettet ist. Dies belegen auch die georeferentiellen Parameter der Dominanz und Schartenhöhe, die nur sehr geringe Werte aufweisen. So beträgt seine Dominanz nur 2 Kilometer, da der nächstgelegene höhere Berg (Riesenberg) in genau dieser Entfernung zu finden ist. Daneben sind Leiter- und Riesenberg nur durch eine flache Mulde („Scharte“) mit einer Höhe von 502 m ü. NHN voneinander getrennt, sodass die Schartenhöhe als Differenzbetrag zwischen den Höhen von Mulde und Leiterberg den minimalen Wert von 5 Metern einnimmt.

### Gewässer

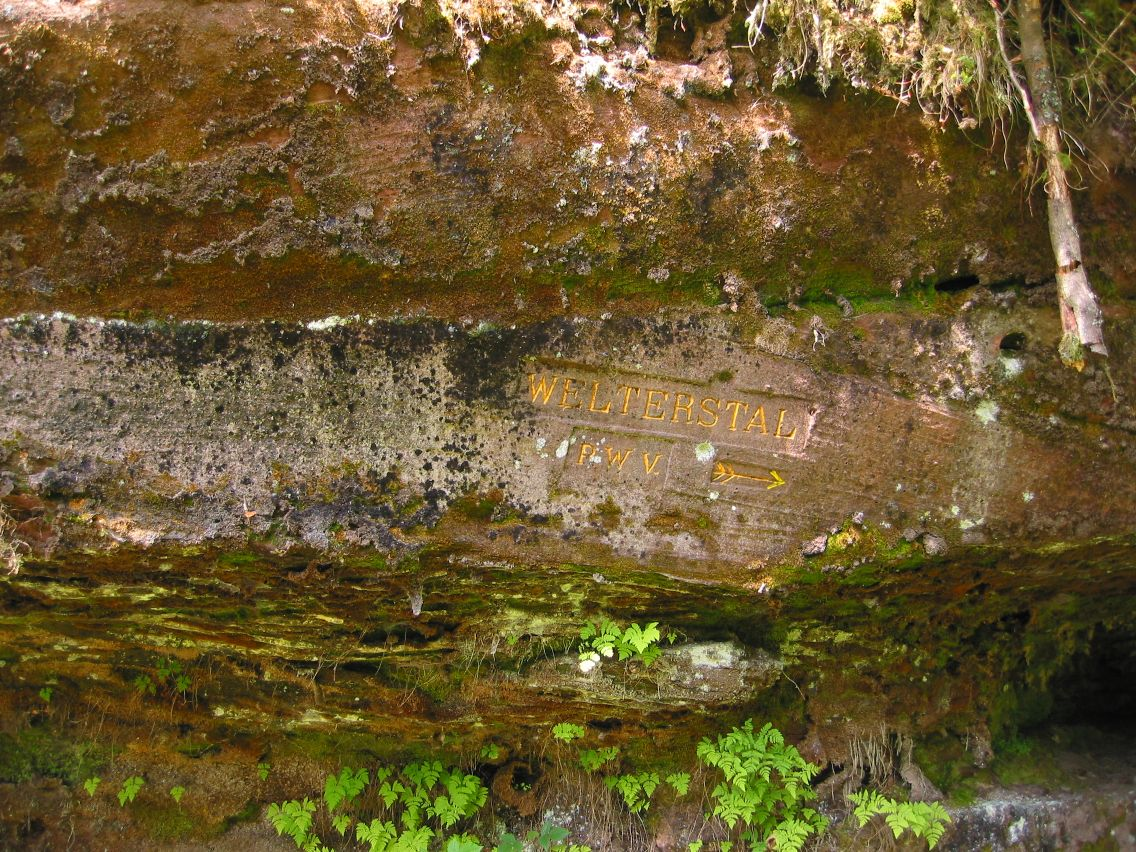
Ritterstein im Welterstal

Der Leiterberg empfängt als nördlicher Ausläufer der Frankenweide mit etwa 950 mm Jahresniederschlag relativ hohe Niederschlagsmengen und ist das Quellgebiet mehrerer kleinerer Fließgewässer. Besonders an seinem oberen Westhang entspringen mehrere Quellen, von denen eine als „Haidhaldbrunnen“ gefasst ist. Am Fuße des Leiterberges befindet sich im „Stüter Loch“ außerdem die Stüterbächel-Quelle; ab hier fließt das Stüterbächel nach Aufnahme verschiedener Zuflüsse etwa 2,5 Kilometer in nördlicher Richtung. Der kleine Bach war ursprünglich oberster Teil des Leinbaches, versickert jedoch mittlerweile nach Passieren eines Fischweihers in einer Wiese, sodass Quelle und Verlauf des Leinbaches anders festgelegt werden mussten. Südöstlich des Leiterberges entspringt ferner der Weltersbach, der nach etwa 3 Kilometern in der Nähe des Weilers Mückenwiese in den Speyerbach mündet.
Eine hydrologische Besonderheit des Leiterberges ist die Leiterberger Platte, die sich in seinem Gipfelbereich befindet. Es handelt sich hierbei um ein Feuchtbiotop mit Weiher, das zu einer der Kernzonen im Biosphärenreservat Pfälzerwald-Nordvogesen erklärt wurde und deshalb besonderen Schutz genießt. Bereits im Landauer Anzeiger vom 17. September 1931 schrieb Wolfgang Bertram den Aufsatz „Ein Weiher auf der Leiterberg beim Stüterhof im Pfälzerwald“ und ging schon damals auf die besondere Hydrologie des Berges ein.

## Geologie
Der Leiterberg wird in erster Linie von den Gesteinsschichten des Unteren, Mittleren und Oberen Buntsandsteins gebildet, die zu Beginn der Trias (251–243 Millionen Jahre) bei vorwiegend wüstenhaften Bedingungen abgelagert wurden.
Dabei sind bis etwa zu einer Höhe von 400 m ü. NHN Gesteine des Unteren Buntsandstein aufgeschlossen, wobei vor allem Formationen der Rehberg- und Schlossbergschichten die Oberfläche bilden. In diesen Gesteinsschichten wechseln sich kleinräumige Felszonen mit dünnen Tonschichten ab, wobei letztere oft als Quellhorizont fungieren (siehe Gewässer). Es handelt sich häufig um rote, teilweise geröllführende Sandsteine unterschiedlicher Korngröße, die vor allem in höheren Bereichen eine eher feinkörnigere, geringer kristallisierte Struktur aufweisen und damit weniger verwitterungsbeständig sind.
Ab einer Höhe von etwa 400 m ü. NHN werden diese Gesteine durch die jüngeren Formationen des Mittleren und Oberen Buntsandsteins überdeckt. Charakteristisch sind dabei besonders Formationen der Karlstalschichten, die aus stark verkieselten, quarzitisch gebundenen Mittel- und Grobsandsteinen bestehen und in der Karlstal-Felszone häufig wie im namensgebenden Karlstal als harte Felsblöcke mit mehreren Metern Durchmesser an die Oberfläche treten. Diese charakteristischen Felsbildungen („Felsenmeere“) sind allerdings im Bereich des Leiterberges nicht nachzuweisen; sie werden durch weitere Gesteinsfolgen des Mittleren und Oberen Buntsandsteins überlagert, die im oberen Bereich eher tonig gebunden sind und deshalb wasserstauende Wirkung besitzen. Entsprechendes zeigt sich besonders im Bereich der Leiterberger Platte, wo diese Bedingungen in Verbindung mit häufigen Niederschlägen zur Bildung eines Feuchtbiotops mit Weiher geführt haben.